# 皮亚代纳
皮亚代纳（義大利語：Piadena），是意大利克雷莫纳省的一个市镇。总面积19平方公里，人口3639人，人口密度191.5人/平方公里（2009年）。国家统计（ISTAT）代码为019071。